# Kloss-Gibbon
Der Kloss-Gibbon (Hylobates klossii), auch Mentawai-Gibbon, Biloh oder Zwergsiamang genannt, ist eine Primatenart aus der Familie der Gibbons (Hylobatidae). Wegen ihres schwarzen Fells hielt man die Kloss-Gibbons früher für nahe Verwandte der Siamangs und nannte sie deshalb Zwergsiamangs. Ihre Zugehörigkeit zur Gattung der Kleinen Gibbons (Hylobates) ist aufgrund morphologischer Gemeinsamkeiten und Übereinstimmung in der Chromosomenzahl aber unbestritten. Benannt wurde die Art nach dem Zoologen Cecil Boden Kloss (1877–1949), Direktor des Raffles Museum in Singapur.

## Merkmale
Kloss-Gibbons erreichen eine Kopfrumpflänge von bis zu 58 cm und ein Gewicht von bis zu 7 kg. Weibchen sind nur ein wenig kleiner als Männchen, besitzen aber trotzdem Eckzähne, die ähnlich lang sind wie bei den Männchen. Erwachsene wie Jungtiere haben komplett schwarzes Fell. Aufgrund dieser Eigenschaft bekamen die Tiere den Namen Zwergsiamang, da sie dadurch Siamangs ähneln, die ebenfalls schwarzes Fell haben, aber deutlich größer sind. Morphologisch ähnelt der Kloss-Gibbon dennoch mehr den anderen Arten der Gattung Hylobates. Das Fell ist jedoch spärlicher und an der Kehle befindet sich eine fast haarlose Region. In mancher Hinsicht gleicht der Schädel ebenfalls dem des Siamangs.

## Verbreitung und Lebensraum

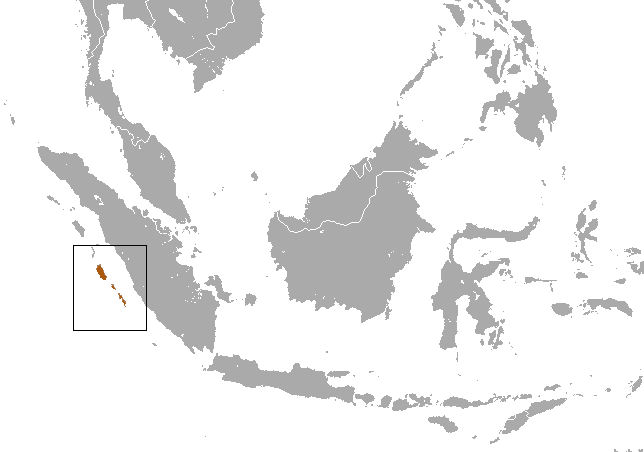
Verbreitungskarte

Der Kloss-Gibbon ist nur auf den Mentawai-Inseln an der Westküste Sumatras zu finden. Er kommt auf Siberut, Sipura, Nordpagai, Südpagai und Sinakak an der Ostküste Südpagais vor.
Dort bewohnt er vorwiegend Halbmischmonsunwälder und tropische, immergrüne Wälder in verschiedenen Höhenlagen. Einige Tiere wurden jedoch auch in Sumpfwäldern beobachtet. Die Wälder auf Mentawai sind immerfeucht, mit jährlichen Regenfällen von bis zu 4000 mm. In seinem Verbreitungsgebiet ist der Kloss-Gibbon durchgehend mit der Kurzschwanz-Stumpfnase (Simias concolor), dem Siberut-Langur (Presbytis siberu) und dem Siberut-Makaken (Macaca siberu) auf Siberut und dem Mentawai-Langur (P. potenziani) und dem Pagai-Makaken (M. pagensis) auf den südlichen Mentawai-Inseln sympatrisch.

## Lebensweise und Fortpflanzung
Kloss-Gibbons sind tagaktive Baumbewohner. Eine Gruppe verbringt die meiste Zeit des Tages mit Ausruhen. Sie benutzen Schlafbäume nicht zwei Nächte hintereinander und meiden Bäume mit beißenden Ameisen. Außerdem wählen sie Schlafplätze ohne Lianen aus, da Jäger meist Lianen hinaufklettern. Anders als andere Gibbonarten singen Kloss-Gibbons nicht im Duett. Stattdessen tragen die Männchen ihre Gesänge kurz vor der Dämmerung und gelegentlich bis nach Mitternacht vor, während Weibchen meist nach der ersten Nahrungsaufnahme zwischen 7:00 und 9:00 Uhr singen. Obwohl die Gesänge ansteckend sind und nach kurzer Zeit mehrere Tiere anfangen zu singen, überlappen sich die der Männchen in benachbarten Revieren nicht. Die Rufe der Weibchen werden als „die schönsten Laute aller landlebenden Säugetiere“ bezeichnet und oft mit choreographisch-akrobatischen Aufführungen begleitet. Diese sind individuell und jedes Weibchen kann anhand seines eigenen Rufes identifiziert werden. Die Gesänge der Männchen sind einfacher als die der Weibchen. Wie bei allen Gibbons dienen die weiblichen Gesänge dazu, andere Weibchen aus dem Territorium fernzuhalten. Einzelne, umherwandernde, männliche Kloss-Gibbons, die kein eigenes Revier haben, wurden ebenfalls dabei beobachtet zu singen, sodass vermutet wird, dass die Gesänge die Funktion haben, Weibchen anzulocken.
Die Größe eines Reviers beträgt 7 bis 32 ha. und variiert je nach Lebensraumqualität und vegetabiler Qualität. Durchschnittlich wandern die Kloss-Gibbons 1514 m pro Tag durch ihr Revier. Eine Gruppe besteht normalerweise aus 4 bis 6 Individuen. 10 bis 15 Individuen starke Gruppen wurden auf Nordpagai und Siberut beobachtet, aber es ist unklar, ob dies hier der Standard ist. Generell verhalten sich Männchen gegenüber anderen Männchen aggressiv und verteidigen ihr Revier gegen Feinde (Menschen), während Weibchen die Gruppe leiten und andere Weibchen vertreiben. Mit acht Jahren gründen Kloss-Gibbons ihr eigenes Territorium und suchen sich einen Partner. Manchmal helfen die Eltern jungen Erwachsenen Reviere in der Nähe des eigenen zu bekommen. Gelegentlich nehmen Jungtiere sogar den Platz eines verstorbenen Erwachsenen desselben Geschlechts im elterlichen Territorium ein und leben dann mit dem verbleibenden Erwachsenen zusammen. Bei den beobachteten Fällen war es jedoch unklar, ob die Tiere genetisch verwandt waren. Kloss-Gibbons kommen in unberührten und in vor zehn oder zwanzig Jahren zum Teil abgeholzten Wäldern gleichermaßen häufig vor. Die meisten kommen auf Siberut vor. Die durchschnittliche Häufigkeit auf den Mentawai-Inseln beträgt 12 Individuen pro km2.
Kloss-Gibbons sind hauptsächlich Früchtefresser (frugivor). Früchte machen ca. 73 % der Nahrung aus, aber auch Gliederfüßer und andere kleine Tiere mit ca. 25 % und Blätter mit ca. 2 % (weniger als bei anderen Gibbons) stehen auf dem Speiseplan. Kloss-Gibbons verhalten sich gegenüber Siberut- und Mentawai-Languren dominant und verdrängen sie von den Futterbäumen, wenn sie sich treffen.
Kloss-Gibbons können sich das ganze Jahr über fortpflanzen. Einzelgeburten sind die Regel. Bis zu zwei Jahren sind die Jungtiere noch von der Mutter abhängig. Sie werden jedoch nicht von den Vätern getragen wie es bei anderen Arten der Fall ist. Mit vier bis sechs Jahren gelten sie als Jugendliche. Ab diesem Zeitpunkt zeigen die Jungtiere gegenüber dem Elternteil desselben Geschlechts aggressives Verhalten. Die Geschlechtsreife tritt dann mit acht Jahren ein. Die durchschnittliche Lebenserwartung liegt bei mehr als 30 Jahren.

## Bedrohung
Der Kloss-Gibbon wird von der IUCN als „endangered“ (stark gefährdet) klassifiziert. Er ist in Indonesien geschützt, kommt jedoch nur in einem Naturschutzgebiet vor, dem Siberut-Nationalpark. Insgesamt 20.000 bis 25.000 Individuen existieren noch in freier Wildbahn. Im Siberut-Nationalpark kommen mit 13.190 bis 15.413 Exemplaren die meisten Kloss-Gibbons vor. Der Gesamtpopulationsrückgang beträgt ca. 50 % seit 1980. Gefahren sind vor allem die Jagd, kommerzielle Abholzung, Waldumwandlung für die Landwirtschaft vor allem für Ölpalmenplantagen und Waldrodung auf lokaler Ebene. Selektive Rodungen sind im ganzen Verbreitungsgebiet des Kloss-Gibbons häufig, haben aber nur kleinen Einfluss auf die Populationen. Die Jagd dagegen hat sich in den letzten Jahren stark verschärft, da die Jäger durch das Abholzen besseren Zugang zu den Wäldern haben und Gewehre anstatt traditionelle Jagdmethoden benutzen. Junge Kloss-Gibbons werden, nachdem die Eltern erschossen worden sind, oft als Haustiere verkauft. Gehandelt wird mit ihnen meist nur auf den Mentawai-Inseln, aber manchmal auch auf Westsumatra. Weitere Schutzgebiete sind notwendig, um die Art zu erhalten.